# 広島県道305号弁財天加計線
広島県道305号弁財天加計線（ひろしまけんどう305ごう べんざいてんかけせん）は、広島県山県郡安芸太田町を通る一般県道である。

## 概要
山県郡安芸太田町大字上殿から山県郡安芸太田町大字加計に至る。
起点は国道191号であるが、この交点を含む部分を避けた国道191号の新道（発坂トンネル）が2008年（平成20年）から供用されている。この新道は本路線の下部を交差するように通っており、本路線と直接接続はしていない。

### 路線データ
- 起点：山県郡安芸太田町大字上殿（国道191号交点）
- 終点：山県郡安芸太田町大字加計（加計町山崎交差点、国道186号・国道191号交点）
- 総延長：12.1 km
- 異常気象時通行規制区間：全線

## 路線状況
終点までの約2 kmの区間は急勾配の山道になっており、幅員も狭い。

## 地理

### 通過する自治体
- 山県郡安芸太田町

### 交差する道路
| 交差する道路        | 交差する場所 | 交差する場所      |
| ------------------- | ------------ | ----------------- |
| 国道191号           | 大字上殿     | 起点              |
| 国道186号 国道191号 | 大字加計     | 山崎交差点 / 終点 |

### 沿線
- 深山ノ滝
- 深山峡
- 杉ノ泊ホビーフィールド
- 安芸太田町立加計中学校（終点付近）